# (178150) Taiyuinkwei
(178150) Taiyuinkwei est un astéroïde de la ceinture principale.

## Description
(178150) Taiyuinkwei est un astéroïde de la ceinture principale. Il fut découvert le 14 octobre 2006 à l'Observatoire de Lulin (Taïwan) par Ye Quan-Zhi et Hong Qin Lin. Il présente une orbite caractérisée par un demi-grand axe de 2,63 UA, une excentricité de 0,09 et une inclinaison de 4,6° par rapport à l'écliptique.

## Compléments